# 吉野川運動公園
吉野川運動公園（よしのがわうんどうこうえん）は、徳島県三好市池田町イタノにある運動公園。

## 概要
吉野川河川敷に面した運動公園で、吉野川運動公園野球場（池田球場）をはじめ、ソフトボールコートとサッカーコートが設置されている。また、南側には板野市民プールが隣接する。

## 施設
- 吉野川運動公園野球場（池田球場）
- ソフトボールコート（2面）
- サッカーコート（2面）

## 交通
- JR土讃線「阿波池田駅」より車で約10分。